# Лава (военное дело)
Лава, Казачья лава — боевой порядок и способ тактических действий, применявшийся в иррегулярных вооружённых формированиях, а с введением Строевого кавалерийского устава 1912 года — во всей кавалерии гвардии и армии Российской Империи. 
В других источниках указано что Лава — казачий строй к нападению охватом, дугою, в одну шеренгу, казачий боевой порядок, особый вид рассыпного строя у казаков, и употреблялся он для атаки и для маневрирования, с целью утомления и расстройства сил противника.

## История
В военном деле термин «лава», описывающий данный вид тактических действий, заимствован из славянских языков в период попыток «славянизации» армии Российской Империи и отказа от иностранных терминов и тактики.

... Нападали же казаки всегда лавой, т. е. длинным разомкнутым строем, при помощи которого они охватывали противника с флангов, заскакивали ему с тыла; за первой лавой следовала другой, потом третья… Редко кто мог устоять, заслышав гиканье, завидев грозно ощетинившиеся казацкия пики. ...— Константин Константинович Абаза, II. Как донцы жили и воевали в старину., «Казаки: Донцы, кубанцы, уральцы, терцы : Очерки из Истории стародавнего казацкого быта в общедоступном изложении, для чтения в войсках, семье и школе», 1890 год.
Целью действия лавой, формирований казачьих войск, было желание утомить противника, чтобы подготовить успех атаки конной массы. В лаве действовали в зависимости от обстановки самыми разнообразными приёмами. Обычно конная часть размыкалась на звенья (полувзводы), которые, действуя в разных строях (главным образом одношеренговых), стремились охватить фланги и тыл противника. 

… 10 мая 1771 года. Поле боя под Ланцкороной. Противник занимает весьма сильную позицию на крутых склонах высоты, где был построен ланцкоронский замок. Поляки ожидали планомерной осады. И вдруг стремглав несётся конница, сверкают клинки, и сквозь пыль уже видны разгорячённые лица всадников. Один залп, и летящая на окопы казачья лава остановится, ещё один залп — и она будет смята. Но залпа нет. Паника охватывает ряды противника, пехота покидает окопы, бросает оружие, бежит. A её уже настигают русские, рубят, колют. ...— Пётр Моисеевич Олендер, «Об изучении противника», «Красная звезда», № 282 (5653), с. 2, 10 января 1943 года.

## Характеристики
Состав лавы эскадрона:
1. Передовая часть — действовала в различных строях (главным образом одношереножных)
2. Поддержка[2].

## Применение
1. Ведение разведки местности и сил противника
2. Расстройство сомкнутых боевых порядков противника перед атакой конной массы
3. Прикрытие манёвра своих войск
4. Преследование противника
5. Выполнение иных задач, направленных на военный и гражданский состав противника с целью деморализации, подавления и запугивания.